# Tobias Oelhafen von Schöllenbach

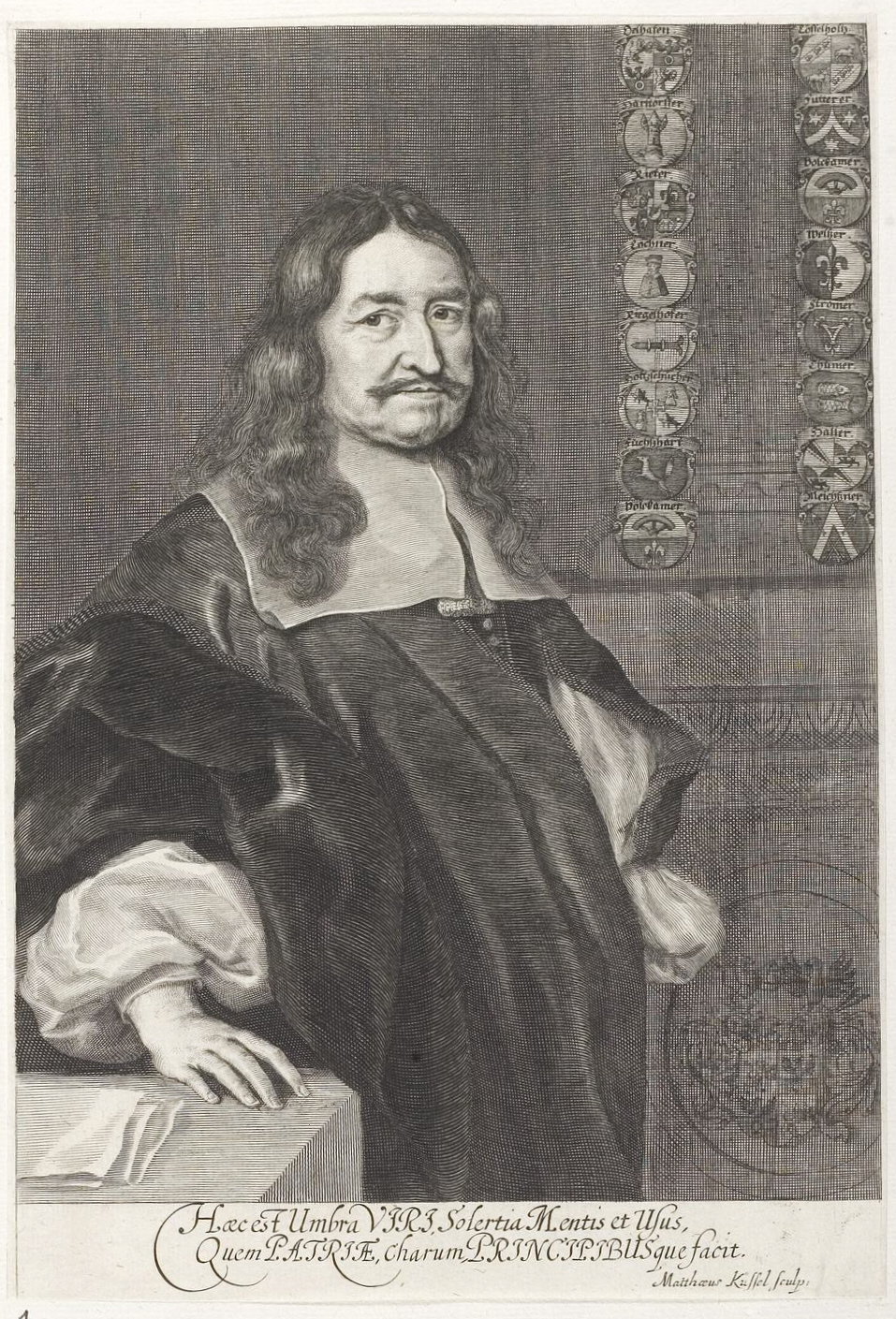
Tobias Oelhafen von Schöllenbach (1601–1666), Nürnberger Gesandter bei den Westfälischen Friedensverhandlungen in Münster und Osnabrück

Tobias Oelhafen von Schöllenbach (* 23. August 1601 in Nürnberg; † 27. Oktober 1666 ebenda) war ein deutscher Rechtswissenschaftler und Gesandter der Reichsstadt Nürnberg zu den Verhandlungen zum Westfälischen Frieden 1648 in Münster und Osnabrück.

## Leben

### Herkunft und Familie
Tobias Oelhafen von Schöllenbach entstammte der Nürnberger Patrizierfamilie Oelhafen von Schöllenbach, die ihren Ursprung in Zürich hatte und deren Mitglieder Anfang des 14. Jahrhunderts über Lauingen nach Nördlingen (1363 Heinrich Oelhafen urkundlich erwähnt) und später nach Nürnberg, wo Sixtus I. Oelhafen (um 1466–1539)  Ahnherr der fränkischen Linie der Familie war.
Tobias war ein Sohn des Finanzamtmanns Elias Oelhafen von Schöllenbach († 1627) und dessen Ehefrau Hedwig Löffelholz von Colberg. Am 24. Juni 1626 heiratete er Anna Sabina Volckmer (1606–1678), mit der er u. a. die Kinder Georg Tobias (1632–1685, Diplomat) und Maria Sabina (⚭ Georg Jacob Pömer) hatte.

### Werdegang und Wirken
Mit seinem älteren Bruder Elias kam er 1615 auf das Lyzeum in Altdorf und studierte anschließend Rechtswissenschaften an der Eberhard Karls Universität Tübingen (1620), wo er Johann Ulrich Rümelin und Johann George Besold hörte und kam zugleich, bevor er 1623 in Basel eine Disputation mit dem Thema  De principiis juris hielt, an die Universität Straßburg.
Er trat – wie seine Vorfahren – eine wissenschaftliche Reise an, die ihn nach Frankreich, Nordengland, Holland und Flandern führte. 1626 kehrte er in seine Heimatstadt zurück und wurde an der Universität Altdorf mit der Inaugural-Dissertation De appellationibus zum Doktor beider Rechte promoviert. Sein Lehrmeister war der Philosoph Michael Piccart. Mit fünf weiteren Rechtsgelehrten war er Respondent bei dessen Dissertationen.

### Gesandtschaften
- 1634 Konföderationstag in Frankfurt
- 1636 Fränkischer Reichstag im Namen Sachsen-Coburgs
- 1640 und 1641 Reichstag zu Regensburg
- ab 1644 Verhandlungen zum Westfälischen Frieden in Münster und Osnabrück gemeinsam mit Jobst Christoph Kreß von Kressenstein  Vertreter der Interessen Nürnbergs und  mehrerer Reichsstädte, darunter Augsburg, für deren evangelische Bürger er sich vehement einsetzte[5].
- 1649/1650 Nürnberger Exekutionstag, dessen Aufgabe darin bestand, die bei den Friedensverhandlungen 1648 offen gebliebenen Fragen zu klären.
- 1650 Frankfurter Deputationstag[6]
- 1653 Jüngster Reichsabschied in Regensburg[7]

1652  wurde er Assessor am Appellationshof und war als Pfalzgraf Vertreter des Kaisers.
In den Jahren von 1652 bis 1666 war er Prokanzler der Universität Altdorf und
galt als einer der bedeutendsten Rechtswissenschaftler seiner Zeit. Er war ein Förderer der Kunst und besaß eine umfangreiche und auserlesene Büchersammlung, die er dem Dichter Sigmund von Birken überließ.